# The Peacemaker (film 1956)
The Peacemaker è un film del 1956 diretto da Ted Post.
È un western statunitense con James Mitchell, Rosemarie Bowe e Jan Merlin. È basato sul romanzo del 1954 The Peacemaker di Richard Poole.

## Produzione
Il film, diretto da Ted Post su una sceneggiatura di Hal Richards e Jay Ingram e un soggetto di Richard Poole (autore del romanzo), fu prodotto da Hal R. Makelim tramite la Hal R. Makelim Productions e girato nei RKO-Pathé Studios dal 7 ottobre 1955.

## Distribuzione
Il film fu distribuito negli Stati Uniti nel novembre 1956 al cinema dalla United Artists.